# Papiri medici egizi

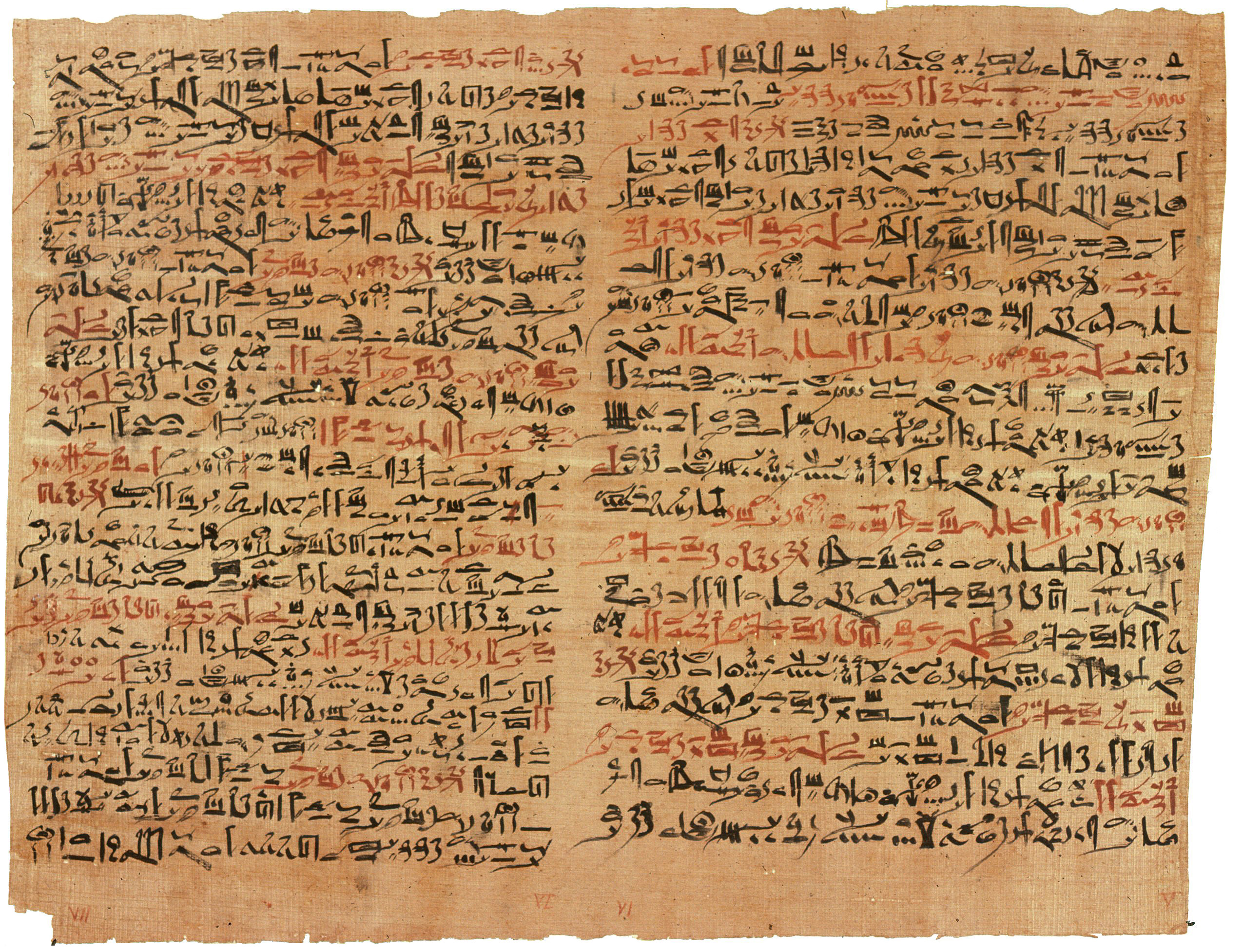
Tavole VI e VII del papiro Edwin Smith (risalente al XVII secolo a.C.), uno tra i più antichi testi medici

I papiri medici egizi sono antichi testi egizi scritti su papiro che permettono di conoscere parzialmente le antiche pratiche mediche egizie. I papiri forniscono dettagli riguardo a malattie, diagnosi e relative cure, compresi rimedi a base di erbe, chirurgia e incantesimi magici. Si pensa che esistessero altri papiri medici, ma molti sono andati perduti per colpa dei saccheggi delle tombe. Ad oggi (2012), il più grande studio di papiri medici è stato svolto dalla università di Berlino, e fu chiamato Medizin der alten Ägypter ("Medicina dell'antico Egitto").
L'antica medicina egizia si basava soprattutto su un misto di riti magici e religiosi. Si credeva che le malattie, "curate" con l'uso di amuleti o incantesimi, fossero causate da azioni o comportamenti malevoli. In una fase successiva i dottori potevano effettuare trattamenti medici se necessario. Le istruzioni di questi rituali medici furono poi scritte sui rotoli di papiro dai sacerdoti che li effettuavano.

## Importanti papiri medici

### Papiro Kahun
Datato attorno al 1800 a.C., il papiro ginecologico di Kahun è il più antico testo medico conosciuto. Fu rinvenuto a El-Lahun da Flinders Petrie nel 1889, fu tradotto la prima volta da Francis Llewellyn Griffith nel 1893 e pubblicato in The Petrie Papyri: Hieratic Papyri from Kahun and Gurob. Il papiro contiene 35 diversi paragrafi relativi alla salute femminile, come ad esempio le malattie ginecologiche, la fertilità, la maternità e la contraccezione. Non descrive interventi chirurgici.

### Papiro Edwin Smith
Databile attorno al 1600 a.C., il papiro Edwin Smith è la sola parte sopravvissuta di un libro di testo egizio sulla chirurgia dei traumi. Questo papiro prende il nome dall'archeologo egiziano Edwin Smith, il quale lo acquistò negli anni 1860. È il più dettagliato e sofisticato dei papiri medici tuttora esistenti, ed è anche il più antico che parli di chirurgia. È scritto in ieratico dell'antica lingua egizia, e si pensa che si basi su materiale risalente a millenni prima. Il documento consiste di 22 pagine (17 pagine sul recto e 5 sul verso). Vengono esaminati 48 casi di trauma, ognuno con una descrizione dell'esame obiettivo, della diagnosi, del trattamento e della prognosi. Un importante aspetto del testo è che dimostra che cuore, fegato, milza, reni, uretere e apparato urinario erano ben conosciuti dagli egizi, oltre al fatto che i vasi sanguigni erano uniti al cuore.

### Papiro Ebers
Anche il papiro Ebers fu acquistato da Edwin Smith nel 1862. Prende il nome da Georg Ebers, il quale lo acquistò nel 1872. Il papiro risale al 1550 a.C. circa ed è composto da 110 pagine, il che lo rende il più lungo papiro medico conosciuto. Questo papiro tratti numerosi argomenti, tra cui dermatologia, malattie digestive, malattie traumatiche, odontoiatria e ginecologia. Una delle cose più importanti di questo papiro sono i riferimenti alle emicranie, che dimostrano che questo problema risale almeno a questo periodo.

### Papiro Hearst
Il papiro Hearst fu offerto nel 1901 alla spedizione Hearst in Egitto. Risale attorno al 2000 a.C., anche se sono stati avanzati dubbi sulla sua autenticità. Si concentra sul trattamento di malattie legate al sistema urinario, al sangue, ai capelli ed ai denti. È stato studiato a lungo fin dalla sua pubblicazione, avvenuta nel 1905.

## Altri papiri medici
Tra gli altri papiri medici si ricordano:
- Il papiro medico Chester Beatty – Questo papiro prende il nome da Alfred Chester Beatty che donò 19 papiri al British Museum. I rimedi citati in questo testo sono generalmente legati alla magia, e si concentrano sulle condizioni che riguardano cefalee e proctologia.[1]
- Il papiro medico di Londra – Si trova nel British Museum, e risale a Tutankhamon. Anche se è in condizioni pessime, gli studi condotti su di lui hanno permesso di capire che parla di rituali magici da utilizzare per la cura delle malattie.[1]
- Il papiro Ramesseum – È composto da 17 papiri ritrovati nel grande tempio del Ramesseum. Trattano di occhi, ginecologia, pediatria, muscoli e tendini.[1][10]
- Il Papiro Carlsberg – È di proprietà della Carlsberg Foundation. Riguarda malattie degli occhi e della gravidanza.[1]
- Il Grande papiro di Berlino, noto anche come papiro Brugsch (Pap. Berl. 3038) – Scoperto da Giuseppe Passalacqua. È composto da 24 pagine, ed è molto simile al papiro Ebers. Fu venduto a Federico Guglielmo IV di Prussia assieme ad altri oggetti nel 1827, destinato a finire al museo di Berlino, e fu tradotto in tedesco nel 1909.[1] (Da non confondere col papiro di Berlino - numero 6619).
- Il papiro di Berlino ed il papiro Ramesseum IV hanno la stessa storia del papiro ginecologico di Kahun, e spesso contengono le stesse prescrizioni.[11]
- Il papiro di Brooklyn – Focalizzandosi sui morsi di serpente, il papiro di Brooklyn parla dei metodi per curare tramite i veleni estratti da serpenti, scorpioni e tarantole. Il papiro di Brooklyn si trova attualmente (2012) presso il Brooklyn Museum.[1][12]